# Emília Plater
Emília Plater (Vilnius, 13 de novembro de 1806 — Kapčiamiestis, Lituânia, 23 de dezembro de 1831) foi uma revolucionária da Comunidade das Duas Nações, considerada heroína nacional da Polônia, Bielorrússia e Lituânia.
Emília integrou um grupo de partisans que lutou contra os russos durante o Levante de Novembro. Ascendeu ao comando da 1ª Companhia do 1º Regimento Lituano e atingiu a patente de capitã depois das batalhas de Kowno e Szawle.